# Kaliś
Kaliś – wieś w Polsce położona w województwie małopolskim, w powiecie olkuskim, w gminie Wolbrom.
| SIMC    | Nazwa      | Rodzaj    |
| ------- | ---------- | --------- |
| 0224219 | Skałka     | część wsi |
| 0224225 | Stara Wieś | część wsi |

W latach 1975–1998 miejscowość administracyjnie należała do województwa katowickiego.